# Stan sieci elektroenergetycznej
Stan sieci elektroenergetycznej, stan systemu elektroenergetycznego - jest to zbiór wartości określonych na węzłach i łukach sieci, ustalający w sposób jednoznaczny stan pracy sieci. Do funkcji tych zaliczamy przede wszystkim: napięcia i moce (prądy) w łukach. Moce (prądy) i napięcia mogą odpowiadać stanowi pracy normalnej, awaryjnej (zwarciowej) lub poawaryjnej.
Analityczne odwzorowanie wszystkich wielkości opisujących dany stan systemu nazywa się rozwiązaniem zadania rozpływowego. Rozwiązanie zadania rozpływowego jest podstawowym problemem związanym z analizą SEE i sprowadza się (mówiąc ogólnie) do uzyskania jego „obrazu napięciowo – prądowego” (w praktyce częściej „napięciowo – mocowego”) dla zdefiniowanego stanu ustalonego.